# NGC 4432
NGC 4432 (również PGC 40875 lub UGC 7570) – galaktyka spiralna z poprzeczką (SBbc), znajdująca się w gwiazdozbiorze Panny. Odkrył ją Albert Marth 22 marca 1865 roku.